# Bastasjön, Blekinge
Bastasjön är en sjö i Karlskrona kommun i Blekinge och ingår i Lyckebyåns huvudavrinningsområde. Sjön är 5,2 meter djup, har en yta på 0,121 kvadratkilometer och är belägen 58,2 meter över havet.

## Delavrinningsområde
Bastasjön ingår i det delavrinningsområde (623346-149256) som SMHI kallar för Vid mätstation Mariefors. Medelhöjden är 62 meter över havet och ytan är 15,87 kvadratkilometer. Räknas de 49 avrinningsområdena uppströms in blir den ackumulerade arean 801,02 kvadratkilometer. Avrinningsområdets utflöde Lyckebyån mynnar i havet. Avrinningsområdet består mestadels av skog (74 procent) och öppen mark (13 procent). Avrinningsområdet har 0,18 kvadratkilometer vattenytor vilket ger det en sjöprocent på 1,2 procent.